# Juan Fernández de Heredia
Juan Fernández de Heredia (Munébrega, 1310 – Avignone, 1396) è stato un ammiraglio, generale e scrittore spagnolo di origini aragonesi.
Papa Gregorio XI lo nominò Gran Maestro dell'Ordine di Malta nel 1377 e durante il suo mandato i crociati da lui diretti affrontarono la "questione dell'Acaia".

## Biografia
Nativo del regno d'Aragona, Heredia fu fatto cavaliere dell'Ordine Ospitaliero sotto il patronato di Pietro IV d'Aragona e di Papa Innocenzo VI. Grazie all'aiuto del secondo gli vennero affidati i priorati di Castiglia, León, e Saint-Gilles, a quei tempi i più ricchi priorati dell'ordine. Nel 1346, con l'appoggio del regno aragonese, riconquistò la castellania di Amposta (che era parte del priorato del regno d'Aragona). Juan de Heredia rese se stesso e la sua famiglia (includendo i figli illegittimi) enormemente ricchi a spese dell'ordine. Il suo potere ed influenza vennero grandemente ridotti dal Gran Maestro Raymond Berenger, ma nel 1371, entrò nei favori di Papa Urbano V e venne elevato al rango di Capitano generale dei possedimenti della Chiesa nell'Europa occidentale.

## Campagne in Grecia
Nel 1376 Heredia condusse la flotta che riportava a Roma papa Gregorio XI, presagendo la fine della Cattività avignonese. L'anno seguente, il 24 settembre, Papa Gregorio nominò formalmente Heredia come Gran Maestro, a seguito della morte di Roberto di Juilly, avvenuta il 27 luglio. Heredia si imbarcò da Napoli per l'Impero Bizantino alla fine del 1377, arrivando a Vonitsa nell'aprile del 1378. Intraprese immediatamente la conquista di Arta, ma venne catturato da Gjin Bua Shpata, signore di Etolia e Acarnania, e venne venduto ai turchi ottomani. Venne riscattato rapidamente, dato che lo troviamo a Chiarenza il 20 maggio 1379, anche se durante la sua assenza, il suo comandante, Gaucher di La Bastide, reclutò i mercenari della Compagnia di Navarra e li portò nel Principato d'Acaia per otto mesi.
Dopo la sua liberazione, Heredia si recò in luglio a Rodi, quartier generale dell'Ordine, ove gli venne ceduto prontamente il potere, in quanto fedele del papa avignonese Clemente VII. Heredia cercò di giungere ad un accordo affinché i navarresi consegnassero i castelli che detenevano in nome del principe all'ordine militare. Le richieste esorbitanti dei navarresi compromisero rapidamente qualsiasi possibilità di accordo. Heredia ignorò la potente compagnia di ventura e tratto direttamente con Maria di Blois, che rivendicava il principato in nome del figlio Luigi II di Napoli. Maria de Blois firmò come reggente dei diritti di suo figlio verso l'ordine il 24 gennaio del 1387, con il consenso di Clemente VII. La transazione costò all'ordine 20.000 fiorini d'oro. Successivamente, il papa ritirò il suo appoggio su richiesta del pretendente acheo Amadeo, Duca di Pinerolo.
Nonostante questi fallimenti con i Navarresi, Heredia aveva continuato ad usarli nella sua guerra. Anche se Pietro IV aveva vietato agli Ospitalieri del suo regno di viaggiare verso est con Heredia, egli stesso aveva rivendicato i diritti sul Ducato di Atene. I Navarresi comandati da Juan de Urtubia, attaccarono Tebe, la capitale del ducato, ed Heredia, benché in buoni rapporti con il re, venne avvertito con una lettera di cessare di assistere i suoi nemici (10 settembre 1380).

## La vita ad Avignone
Dopo il 9 aprile 1382, quando si imbarcò per tornare in Occidente con i suoi poteri diminuiti dalla sfiducia del convento di Rodi, Heredia spese gran parte del resto della sua vita ad Avignone. Nell'aprile del 1383, il papa di Roma, Urbano VI, nominò Riccardo Caracciolo, priore di Capua, come anti-maestro in opposizione ad Heredia. Riccardo Caracciolo aveva il supporto dell'Inghilterra e di altre regioni Urbaniste, ma il suo potere era insignificante quando morì nel 1395, dopo di che nessuno venne eletto per sostituirlo. Heredia non gli sopravvisse a lungo e gli successe Philibert de Naillac.
Heredia era benestante e colto, patrono della storiografia e delle traduzioni. Fu lui ad ordinare la traduzione in lingua aragonese del testo Cronaca della Morea, poco prima del 1393, anche se queste non contengono alcuna menzione del suo incarico in Morea.